# Kalix domsagas tingslag
Kalix domsagas tingslag var ett tingslag i Norrbottens län i mellersta Norrbotten och ingick i Kalix domsaga (bildad 1877). Tingsställen var växelvis Råneå, Kalix och Bränna (Överkalix).
Kalix tingslag bildades 1948 av Råneå tingslag, Överkalix tingslag och Nederkalix tingslag. 1969 utbröts Råneå socken där delen Råneå församling övergick till domkretsen för Luleå rådhusrätt medan området Gunnarsbyns församling redan 1967 hade övergått till Luleå tingslag. 1971 upplöstes tingslaget och verksamheten överfördes till Haparanda tingsrätt.

## Ingående områden

### Socknar
Tingslag omfattade följande socknar: 
Hörde före 1948 till Råneå tingslag
- Råneå socken till 1969

Hörde före 1948 till Överkalix tingslag
- Överkalix socken

Hörde före 1948 till Nederkalix tingslag
- Nederkalix socken
- Töre socken

### Kommuner
- Kalix landskommun (från och med 1967)
- Nederkalix landskommun (till och med 1966)
- Råneå landskommun (till och med 1968)
- Töre landskommun (till och med 1966)
- Överkalix landskommun

## Befolkningsutveckling
| Befolkningsutvecklingen i Kalix domsagas tingslag 1950–1965 | Befolkningsutvecklingen i Kalix domsagas tingslag 1950–1965 | Befolkningsutvecklingen i Kalix domsagas tingslag 1950–1965 | Befolkningsutvecklingen i Kalix domsagas tingslag 1950–1965 | Befolkningsutvecklingen i Kalix domsagas tingslag 1950–1965 |
| --- | ----------------------------------------------------------- | ----------------------------------------------------------- | ----------------------------------------------------------- | ----------------------------------------------------------- |
| |                                                             |                                                             |                                                             |                                                             |
| År |                                                             |                                                             | Folkmängd                                                   |                                                             |
| 1950 | 1950                                                        |                                                             | 37 748                                                      |                                                             |
| 1955 | 1955                                                        |                                                             | 37 216                                                      |                                                             |
| 1960 | 1960                                                        |                                                             | 35 825                                                      |                                                             |
| 1965 | 1965                                                        |                                                             | 32 480                                                      |                                                             |
| Anm: 1950 avser befolkning enligt folkräkning den 31 december enligt den administrativa indelningen den 1 januari 1952. 1955 och 1965 avser den kyrkobokförda befolkningen den 31 december enligt den administrativa indelningen den 1 januari följande år. 1960 avser befolkning enligt folkräkning den 1 november enligt den administrativa indelningen den 1 januari följande år. |                                                             |                                                             |                                                             |                                                             |